# Municipio de Fork Mountain-Little Rock Creek
El municipio de Fork Mountain-Little Rock Creek (en inglés: Fork Mountain-Little Rock Creek Township) es un municipio ubicado en el  condado de Mitchell en el estado estadounidense de Carolina del Norte. En el año 2010 tenía una población de 774 habitantes.

## Geografía
El municipio de Fork Mountain-Little Rock Creek se encuentra ubicado en las coordenadas 36°4′13.75″N 82°7′50.85″O / 36.0704861, -82.1307917.